# БСФЗ-Арена
„БСФЗ-Арена“ е мултифункционален стадион в Мариа Ензерсдорф, Австрия. Стадионът се използва главно за футболни срещи, тук играе домакинските си срещи тима на Адмира Вакер Мьодлинг. Стадионът е с капацитет от 10 600 места.